# نورتكيركيو
نورتكيركيو (بالفرنسية: Nortkerque)‏ هي بلدية تقع في إقليم باد كاليه من منطقة نور با دو كاليه في شمال فرنسا. تبلغ مساحة هذه المدينة 13.19 (كم²)، وترتفع عن سطح البحر 13 م، يبلغ عدد سكانها 1622 نسمة حسب إحصاء المعهد الوطني للإحصاء والدراسات الاقتصادية سنة 2009 م. وترأس Pierre Marcant البلدية خلال فترة (2008-2014).